# Edward Schreyer
Edward Richard Schreyer (Beausejour, 21 dicembre 1935) è un diplomatico e politico canadese, governatore generale del Canada dal 1979 al 1984.